# Юрий Гагарин на почтовых карточках СССР с оригинальной маркой
Тема космической филателии, посвящённая первому в мире космонавту, лётчику-космонавту СССР, Герою Советского Союза Ю. А. Гагарину (1934—1968) или связанная с ним, настолько популярна, что появился даже специальный термин филателистическая гагариниана.
В каталоге-справочнике «Космическая филателия» 1986 года издания имеется подраздел «Почтовые карточки с оригинальными марками» с соответствующим списком почтовых карточек СССР с 1975 по 1982 годы. Почтовые карточки СССР с оригинальной маркой по этой теме 1971, 1972 и 1986 годов в этот список почему-то не вошли. Почтовые карточки СССР с оригинальной маркой имеют стандартный размер 148×105 мм и обычно печатаются многоцветным офсетом на мелованной бумаге.
Тема «Гагарин на почтовых карточках СССР с оригинальной маркой» совпадает с темой «Первыё полёт человека в комос на почтовых карточках СССР с оригинальной маркой»: портрет Юрия Гагарина присутствует только на карточках второй тематики. Имеется три почтовых карточки СССР с оригинальной маркой по теме «Филателистическая гагариниана». Также специально для гашения этих карточек Минсвязи СССР были выпущены художественные штемпели.

## 1971. Карточка № 1

### Описание карточки № 1
1. Общие сведения
- Каталожный номер: 1[6][7][8].
- Название: 10-летие первого в мире полёта Юрия Алексеевича Гагарина в космос на корабле «Восток» (12.IV.1961)[6].
- Дата выпуска: 1971.04.12[6][7].
- Выходные сведения: заказ А 03906; дата подписания в печать 1971.03.19; Московская типография Гознака, заказ 2532; номинал 5 копеек; тираж 100 тысяч; бумага с лаковым покрытием[6][7][8].
- Разновидности: белая бумага; кремовая бумага[8].

2. Описание марки
- Рисунок: космический корабль Гагарина «Восток» и его орбита вокруг Земли. Космос и лавровая ветвь. Памятный текст: «10-летие первого в мире полёта человека в космос»[7].
- Цвета рисунка: лилово-коричневый, серо-синий и серый[7].
- Автор рисунка: Рим Константинович Стрельников[6][7].

3. Описание иллюстрации
- Иллюстрация: портрет Гагарина (1934—1968) на фоне летнего пейзажа[7].
- Цвета иллюстрации: серо-чёрная и синяя[6][7].
- Автор иллюстрации: Анатолий Никифорович Яр-Кравченко[6][7].

4. Изображение чистой карточки
Ниже показаны две разновидности чистой (негашёной) почтовой карточки СССР с оригинальной маркой № 1 «10-летие первого в мире полёта Юрия Алексеевича Гагарина в космос на корабле „Восток“ (12.IV.1961)»: белая бумага и кремовая.

Почтовая карточка СССР с оригинальной маркой № 1
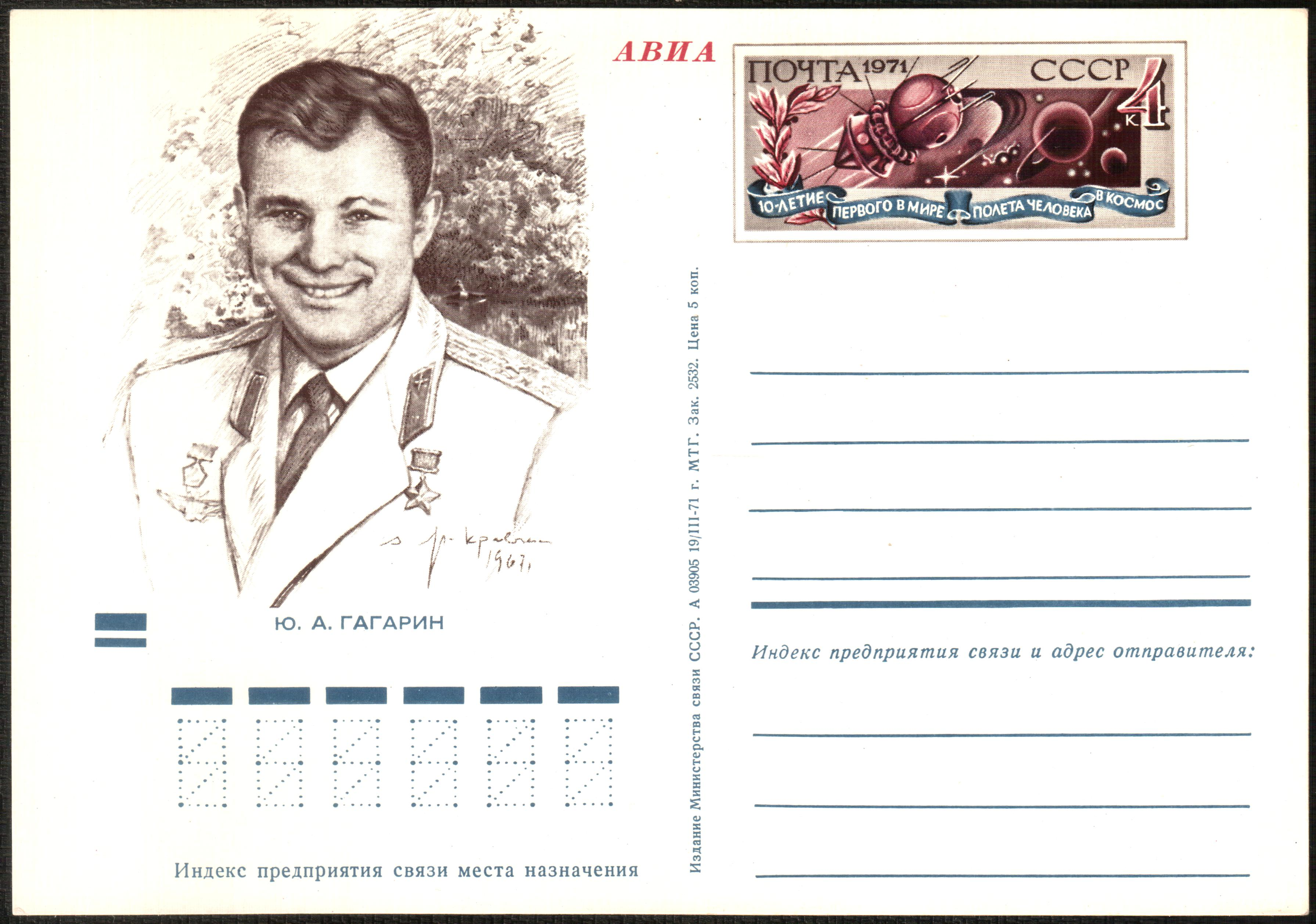
10-летие первого в мире полёта Юрия Алексеевича Гагарина в космос на корабле «Восток» (12.IV.1961). Белая бумага
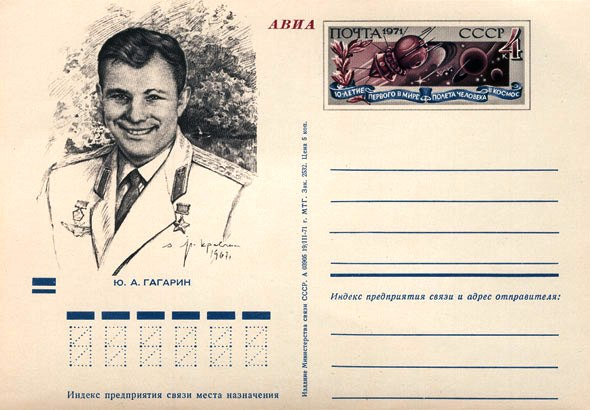
10-летие первого в мире полёта Юрия Алексеевича Гагарина в космос на корабле «Восток» (12.IV.1961). Кремовая бумага

### Гашёная карточка № 1
1. Серия специальных почтовых штемпелей карточки
- Каталожные номера: 2415—2419[9][7].
- Название: 10-летие со дня первого в мире полёта человека в космос — советского космонавта Ю. Гагарина (1961—1971)[9].
- Дата: 1971.04.12[9][7].
- Рисунок: факсимиле подписи Гагарина на фоне стартующей ракеты-носителя «Восток» на фоне глобуса с орбитой. Памятный текст: «10 лет со дня полета Гагарина Ю. А.»[9][7].
- Автор рисунка: В. Козлов[9][7].
- Серия штемпелей[9][7]:

№ 2415. Гагарин, узел связи. Чёрный;
№ 2416. Звёздный городок. Чёрный;
№ 2417. Калуга, почтамт. Чёрный;
№ 2418. Москва, почтамт. Чёрный;
№ 2419. Москва, Международный почтамт. Красный.
2. Изображения карточки, гашёной серией её специальных штемпелей
Почтовая карточка СССР с оригинальной маркой № 1 «10-летие первого в мире полёта Юрия Алексеевича Гагарина в космос на корабле „Восток“ (12.IV.1961)» гасилась серией специальных штемпелей «10-летие со дня первого в мире полёта человека в космос — советского космонавта Ю. Гагарина (1961—1971)», выпущенной к тому же событию, что и карточка. В серии пять штемпелей (№ 2415—2419).

Почтовая карточка СССР с оригинальной маркой № 1 с серией своих специальных штемпелей
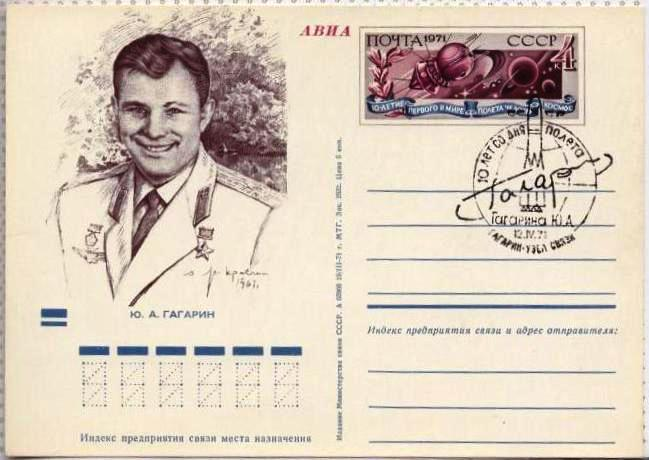
10-летие первого в мире полёта Юрия Алексеевича Гагарина в космос на корабле «Восток» (12.IV.1961). Специальный штемпель № 2415 «10-летие со дня первого в мире полёта человека в космос — советского космонавта Ю. Гагарина (1961—1971)» 12.04.1971 Гагарин, узел связи
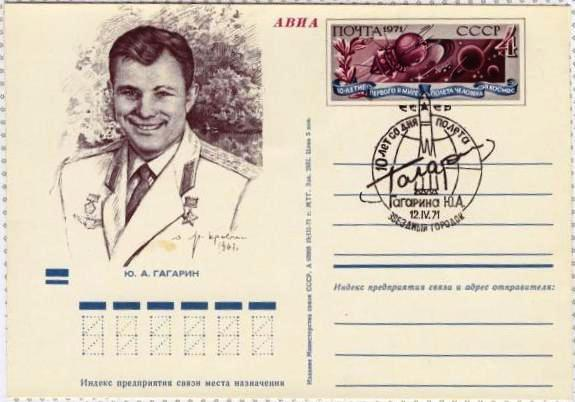
То же. Специальный штемпель № 2416 Звёздный городок
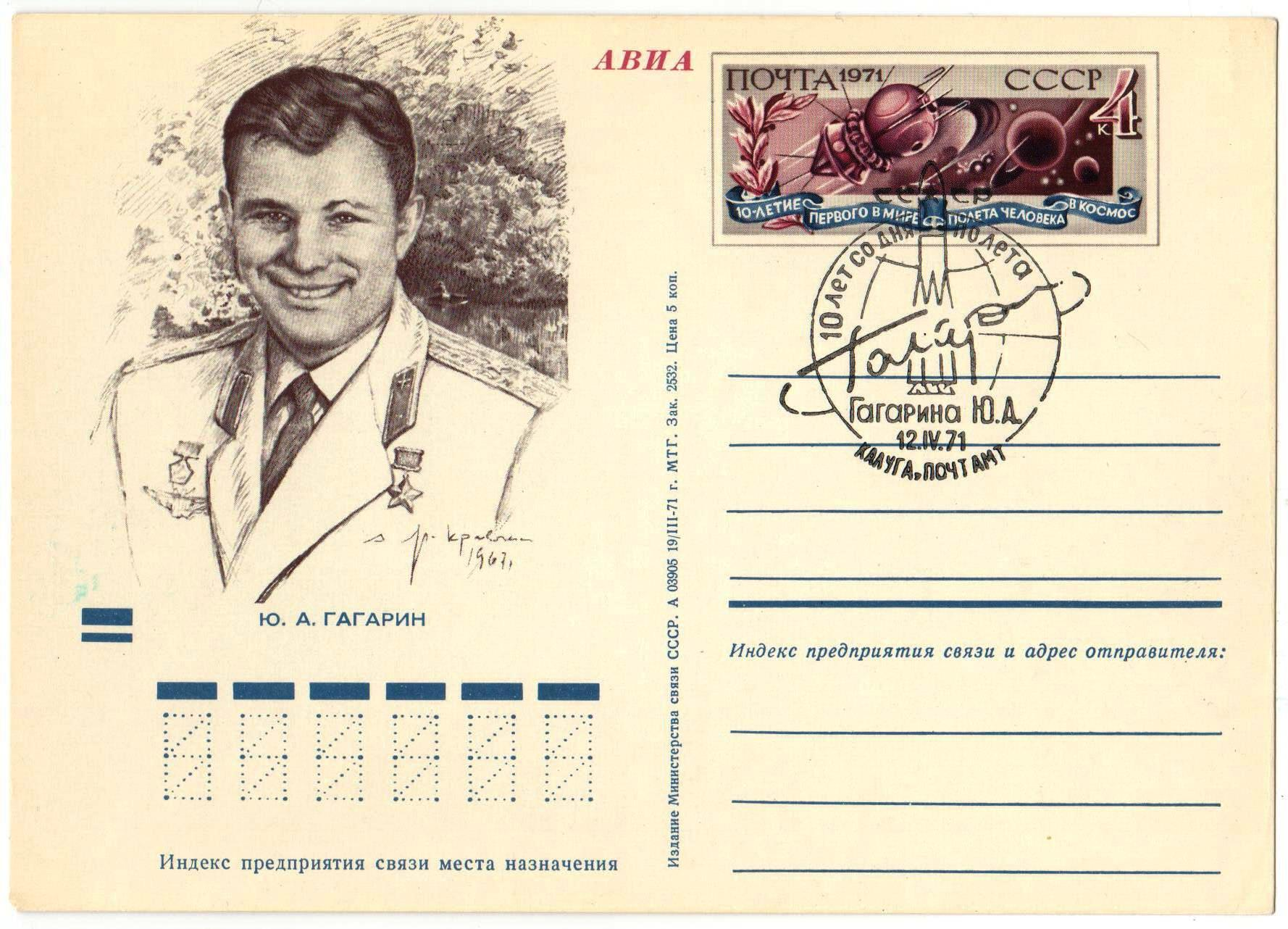
То же. Специальный штемпель № 2417 Калуга, почтамт
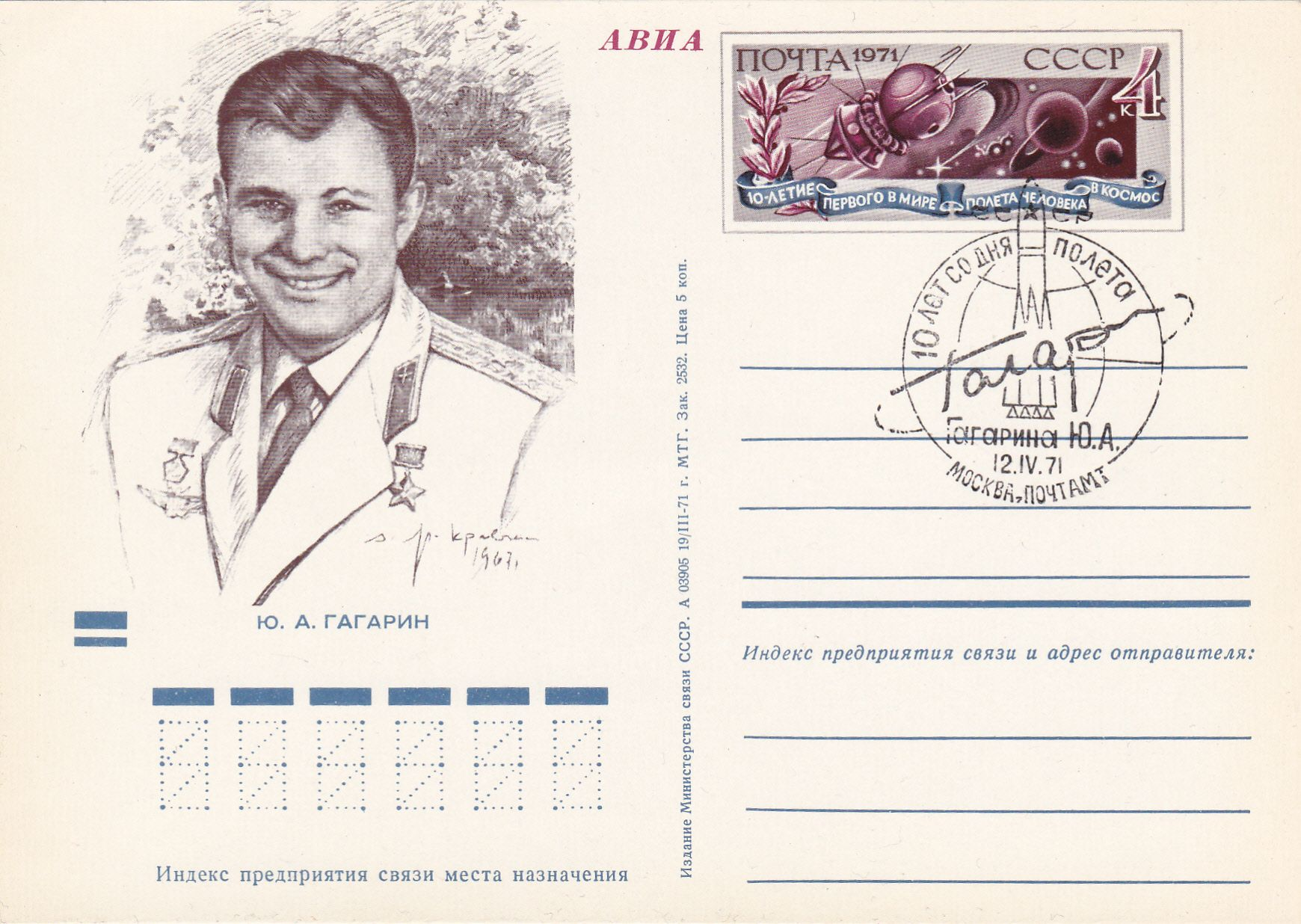
То же. Специальный штемпель № 2418 Москва, почтамт
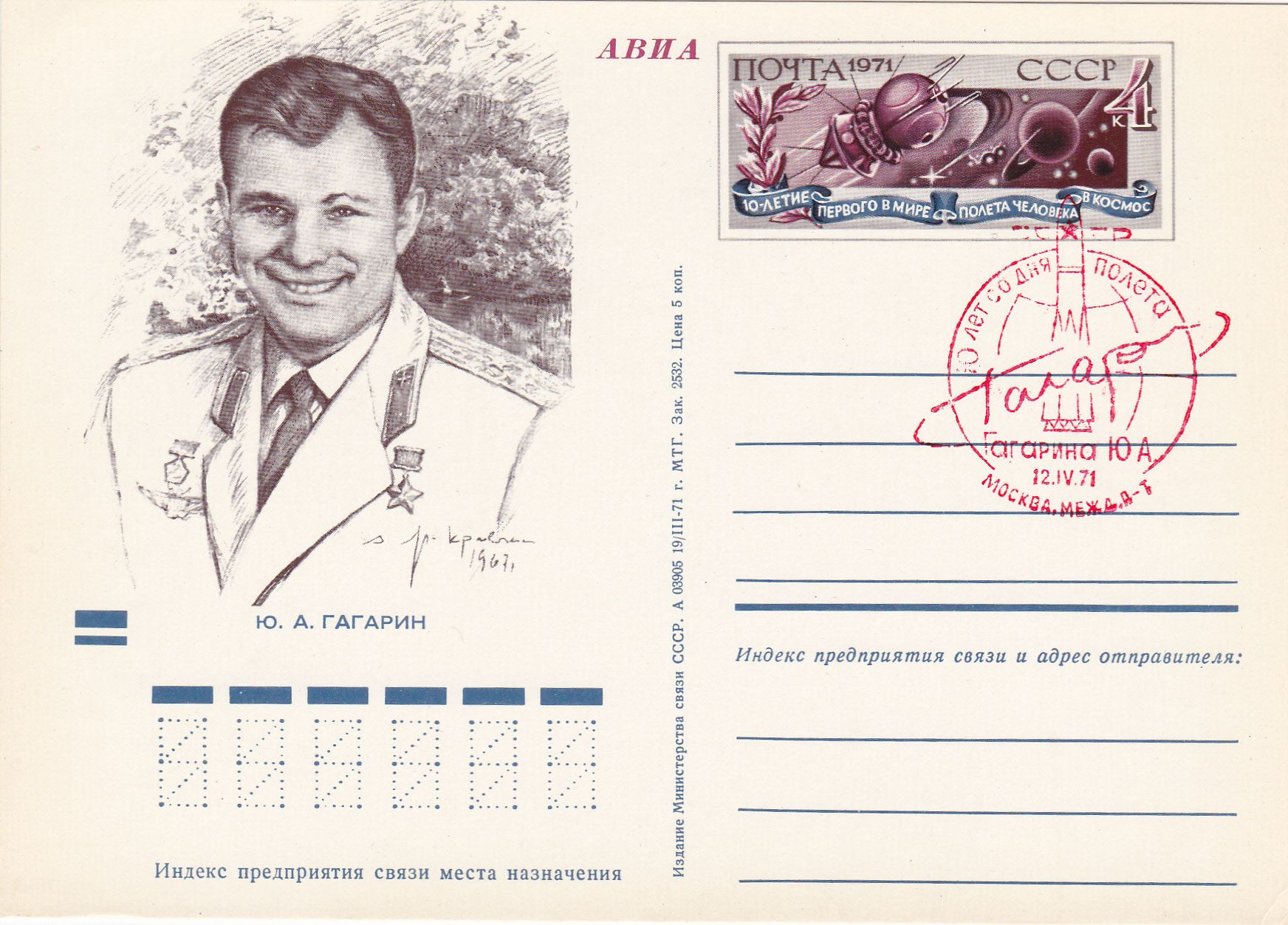
То же. Специальный штемпель № 2419 Москва, Международный почтамт

3. Изображение карточки с другим специальным штемпелем
Почтовая карточка СССР с оригинальной маркой № 1 «10-летие первого в мире полёта Юрия Алексеевича Гагарина в космос на корабле „Восток“ (12.IV.1961)» могла быть погашена не её специальным штемпелем, а другим, выпущенным к другому событию. Например, ниже показана карточка № 1, погашенная специальным штемпелем № 2312 «Филателистическая выставка „К звёздам“ в Москве, посвящённая 10-летию первого полёта человека в космос» 12.04.1971.

Почтовая карточка СССР с оригинальной маркой № 1 с чужим специальным штемпелем
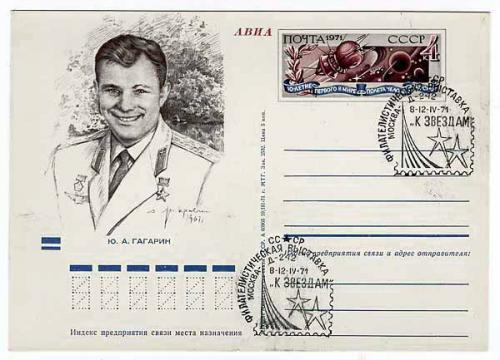
10-летие первого в мире полёта Юрия Алексеевича Гагарина в космос на корабле «Восток» (12.IV.1961). Специальный штемпель № 2312 «Филателистическая выставка „К звёздам“ в Москве, посвящённая 10-летию первого полёта человека в космос» 12.04.1971

4. Изображение карточки, прошедшей почту
Почтовая карточка СССР с оригинальной маркой № 1 «10-летие первого в мире полёта Юрия Алексеевича Гагарина в космос на корабле „Восток“ (12.IV.1961)» могла быть отправлена по почте как обычная почтовая карточка. Например, ниже показана карточка, прошедшая почту из Москвы (СССР) в Варшаву (Польша).

Почтовая карточка СССР с оригинальной маркой № 1, прошедшая почту
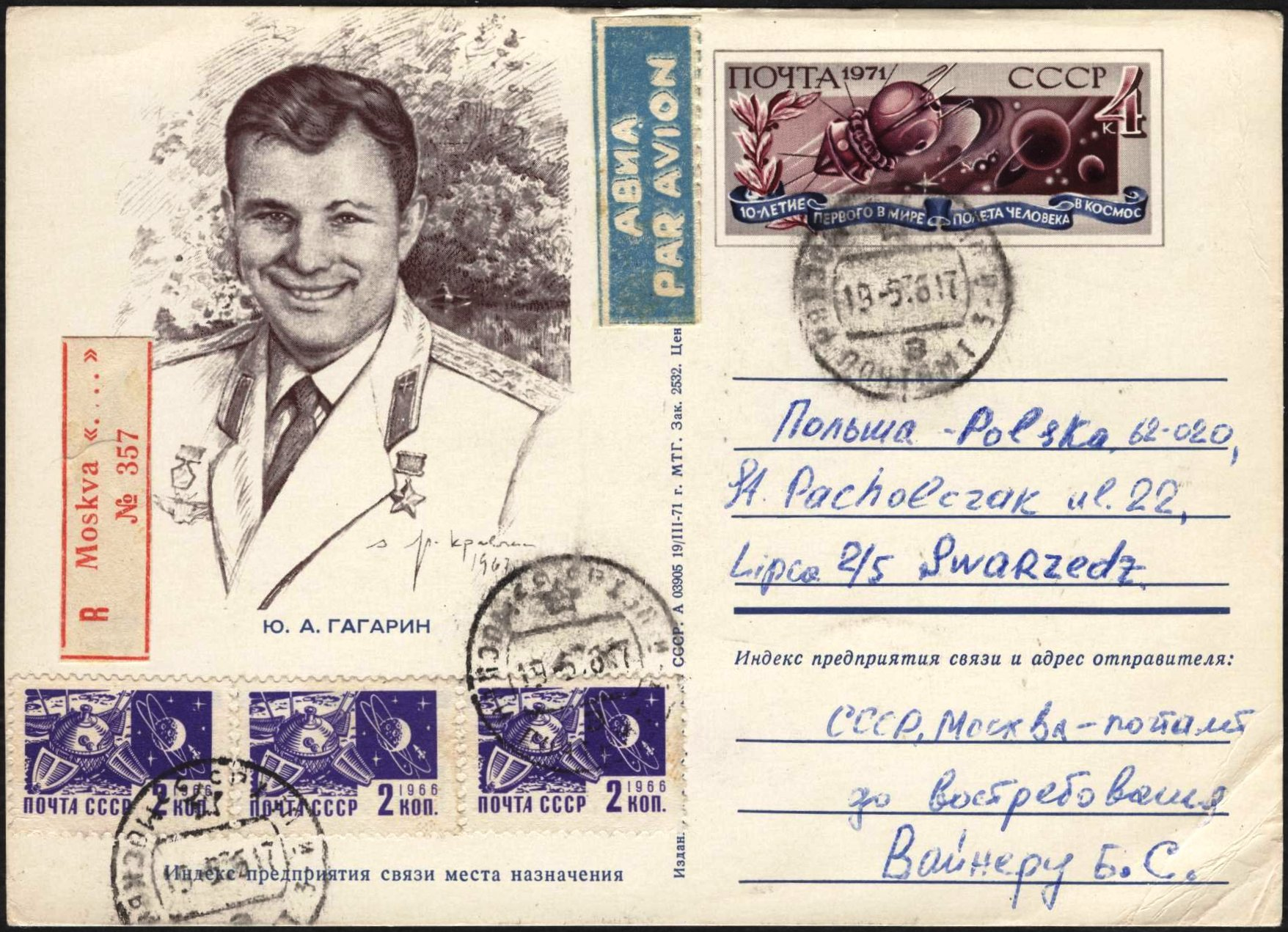
10-летие первого в мире полёта Юрия Алексеевича Гагарина в космос на корабле «Восток» (12.IV.1961). 1976-05-19 Москва, СССР — Варшава, Польша
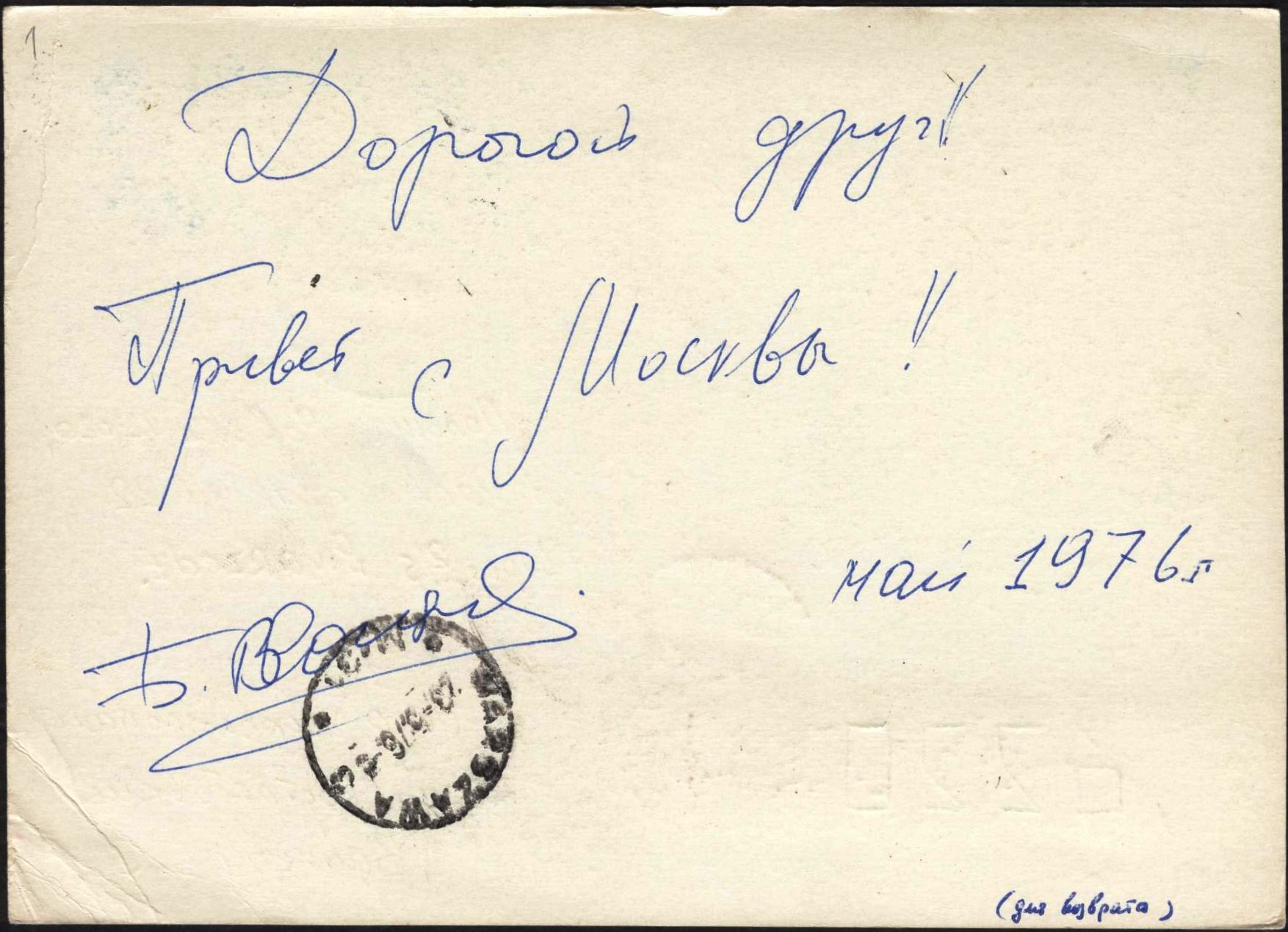
Оборот

## 1976. Карточка № 35

### Описание карточки № 35
1. Общие сведения
- Каталожный номер: 35[10][11][12].
- Название: 15-летие первого в мире полёта Юрия Алексеевича Гагарина в космос на корабле «Восток» (12.IV.1961)[10].
- Дата выпуска: 1976.04.05[10][11].
- Выходные сведения: заказ Л 120691; дата подписания в печать 1975.11.25; Московская типография Гознака, заказ 8232; номинал 5 копеек; тираж 200 тысяч[10][11][12].

2. Описание марки
- Рисунок: Нагрудный знак «Лётчик-космонавт СССР» и лавровые ветви. Лента с памятным текстом: «15-летие первого в мире полёта человека в космос»[10][11].
- Цвета рисунка: многоцветный[10][11].
- Автор рисунка: Рим Константинович Стрельников[11].

3. Описание иллюстрации
- Иллюстрация: портрет Ю. А. Гагарина в скафандре. Земля и стартующая ракета-носитель «Восток» на фоне глобуса с орбитой[11].
- Цвета иллюстрации: многоцветная[10][11].
- Автор иллюстрации: Рим Константинович Стрельников[10][11].

4. Изображение чистой карточки
Ниже показана чистая (негашёная) почтовая карточка СССР с оригинальной маркой № 35 «15-летие первого в мире полёта Юрия Алексеевича Гагарина в космос на корабле „Восток“ (12.IV.1961)».

Почтовая карточка СССР с оригинальной маркой № 1
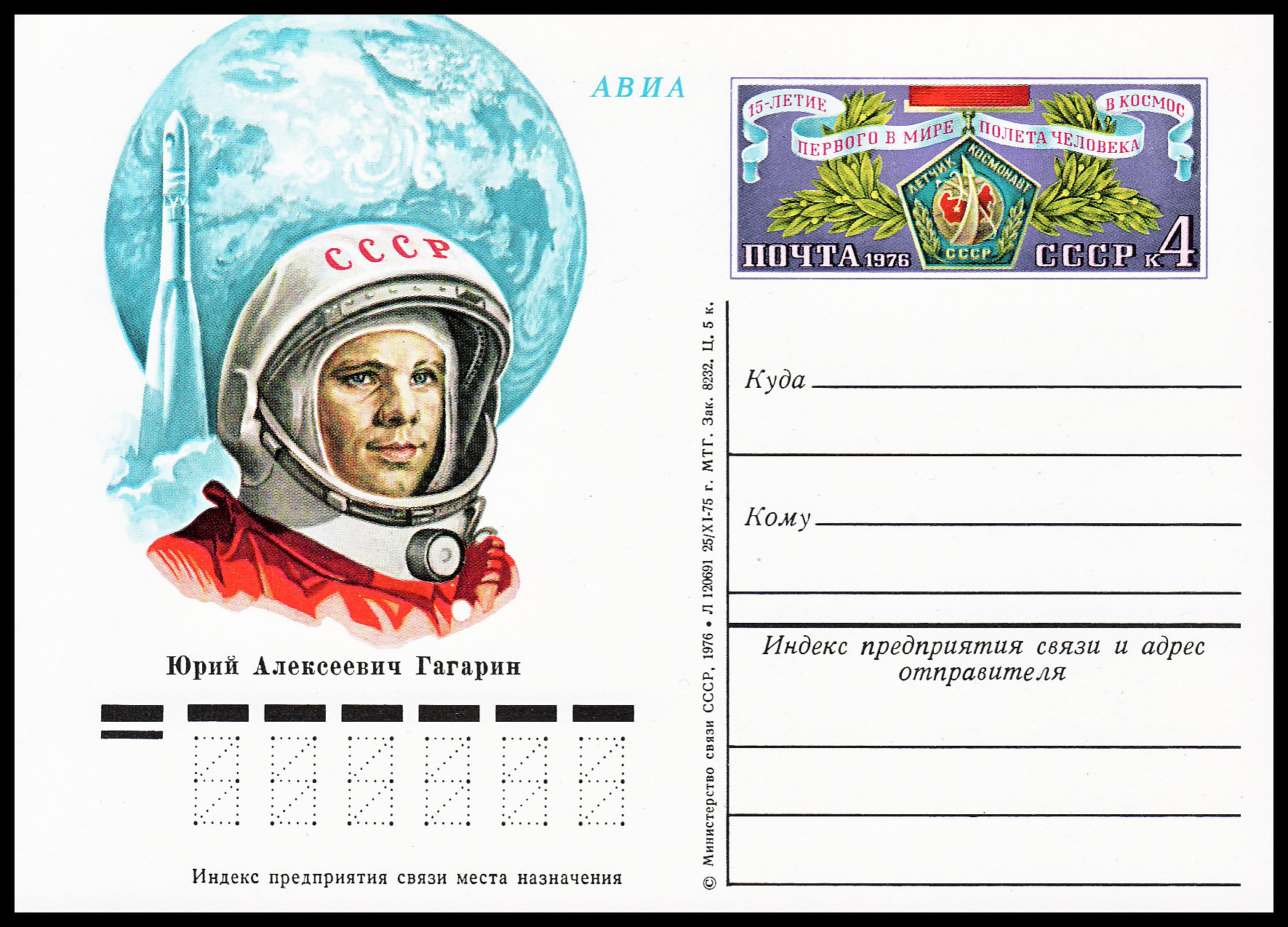
15-летие первого в мире полёта Юрия Алексеевича Гагарина в космос на корабле «Восток» (12.IV.1961)

### Гашёная карточка № 35
1. Серия специальных почтовых штемпелей карточки
- Каталожные номера: 3178—3181[13][11].
- Название: 15-летие со дня первого в мире полёта человека в космос — советского космонавта Ю. Гагарина на космическом корабле «Восток» (1961—1971)[13].
- Дата: 1976.04.12[13][11].
- Рисунок: глобуса с орбитой космического корабля «Восток-1» в виде пятиконечной звезды. Памятный текст: «15-летие первого в мире полета человека в космос»[13][11].
- Автор рисунка: либо А. Медведев[13], либо Е. Сальников[11].
- Серия штемпелей[13][11]:

№ 3178. Космодром Байконур. Чёрный;
№ 3179. Гагарин, узел связи. Чёрный;
№ 3180. Звёздный городок. Чёрный. Разновидности:
тип I. Цифра «1» в «15» узкая, шрифт даты высокий. В отделении связи Звёздного городка 1976.04.12 применялся только штемпель 3180-I;
тип II. Цифра «1» в «15» широкая, шрифт даты низкий. Для валика штемпелевальной машины;
№ 3181. Москва, Д-242. Чёрный. Штемпель 3181 применялся в почтовом отделении на филателистической выставке «К звёздам» в Московском планетарии 1976.04.12—18;
имеются фальшивые гашения чёрного и других цветов.
2. Изображения карточки, гашёной серией её специальных штемпелей
Почтовая карточка СССР с оригинальной маркой № 35 «15-летие первого в мире полёта Юрия Алексеевича Гагарина в космос на корабле „Восток“ (12.IV.1961)» гасилась серией специальных штемпелей «15-летие со дня первого в мире полёта человека в космос — советского космонавта Ю. Гагарина на космическом корабле „Восток“ (1961—1971)», выпущенной к тому же событию, что и карточка. В серии четыре штемпеля (№ 3178—3181).

Почтовая карточка СССР с оригинальной маркой № 35 с серией своих специальных штемпелей
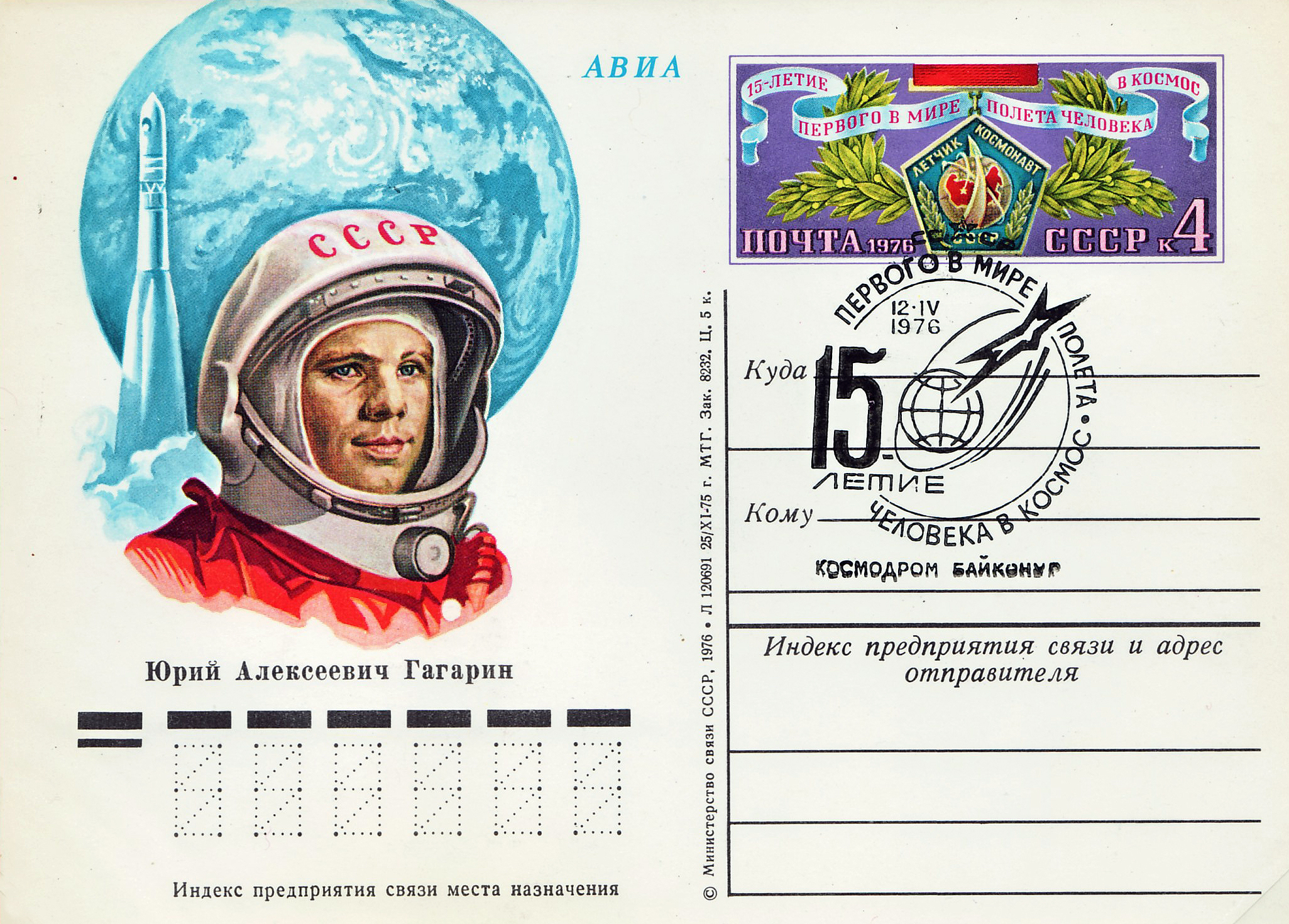
15-летие первого в мире полёта Юрия Алексеевича Гагарина в космос на корабле „Восток“ (12.IV.1961). Специальный штемпель № 3178 «15-летие со дня первого в мире полёта человека в космос — советского космонавта Ю. Гагарина на космическом корабле «Восток» (1961—1971)» 12.04.1976 Космодром Байконур
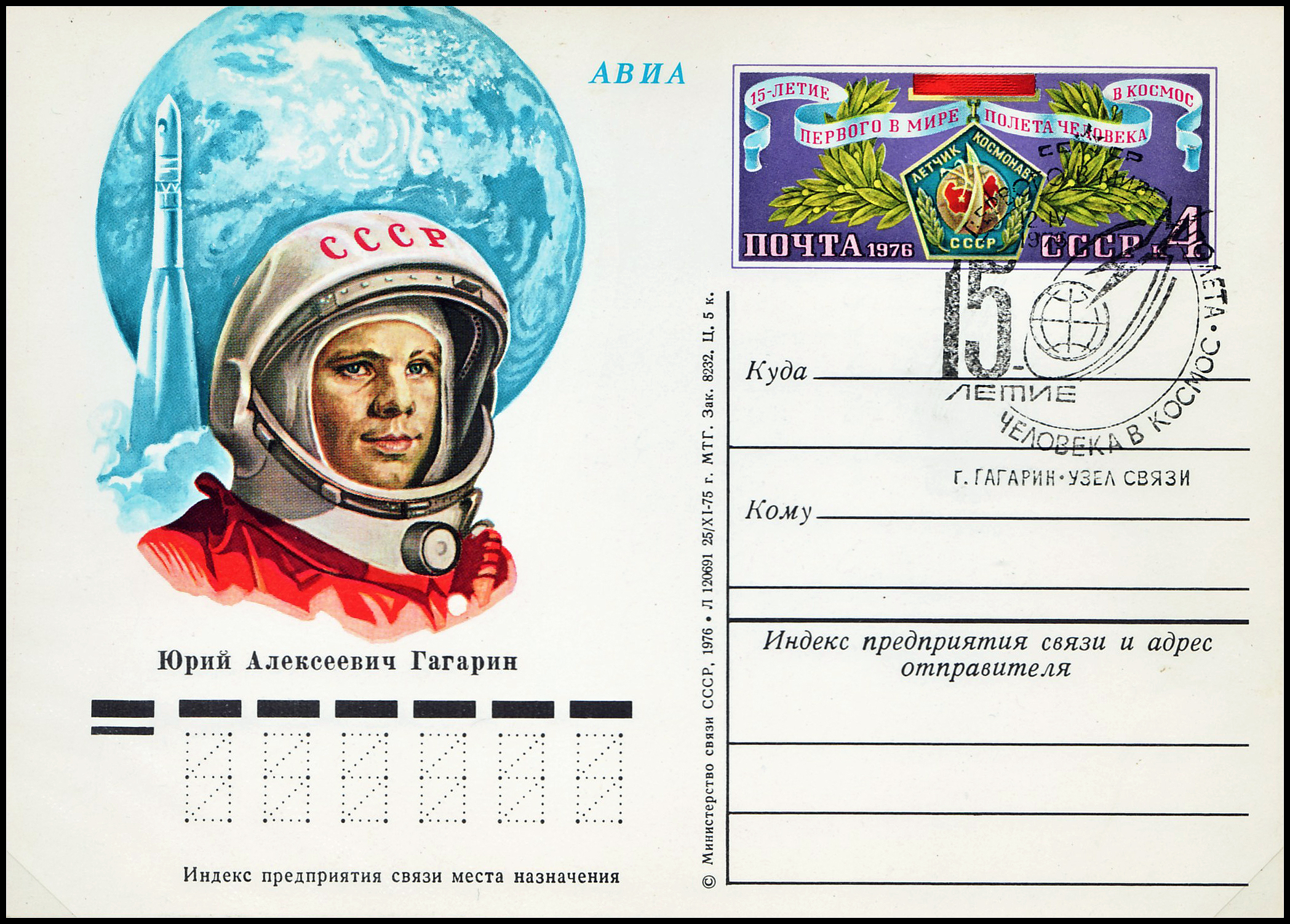
То же. Специальный штемпель № 3179 Гагарин, узел связи
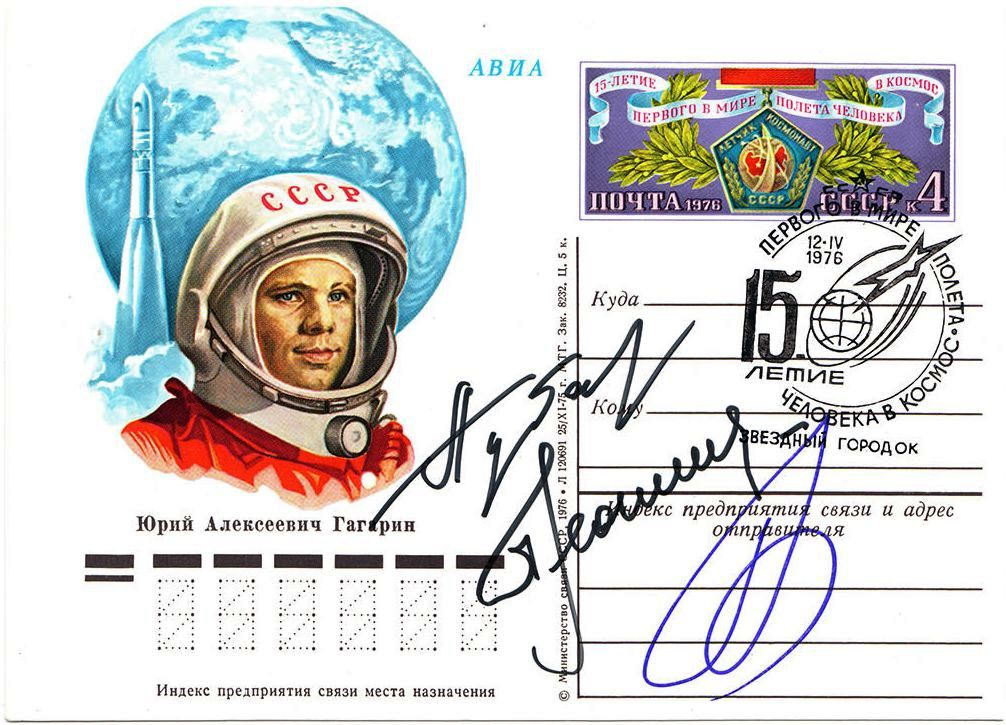
То же. Специальный штемпель № 3180-I Звёздный городок. Подписи космонавтов
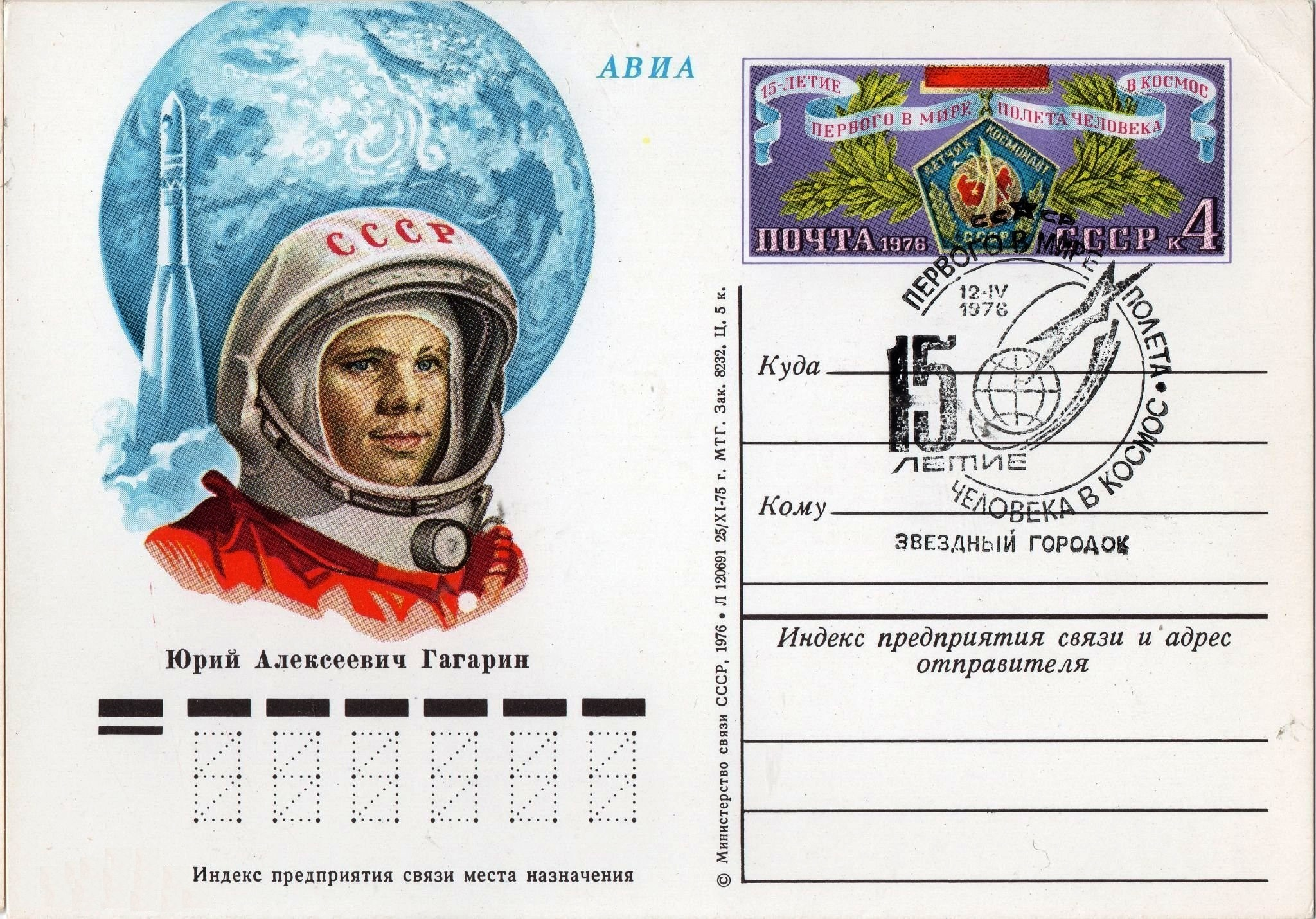
То же. Специальный штемпель № 3180-II Звёздный городок
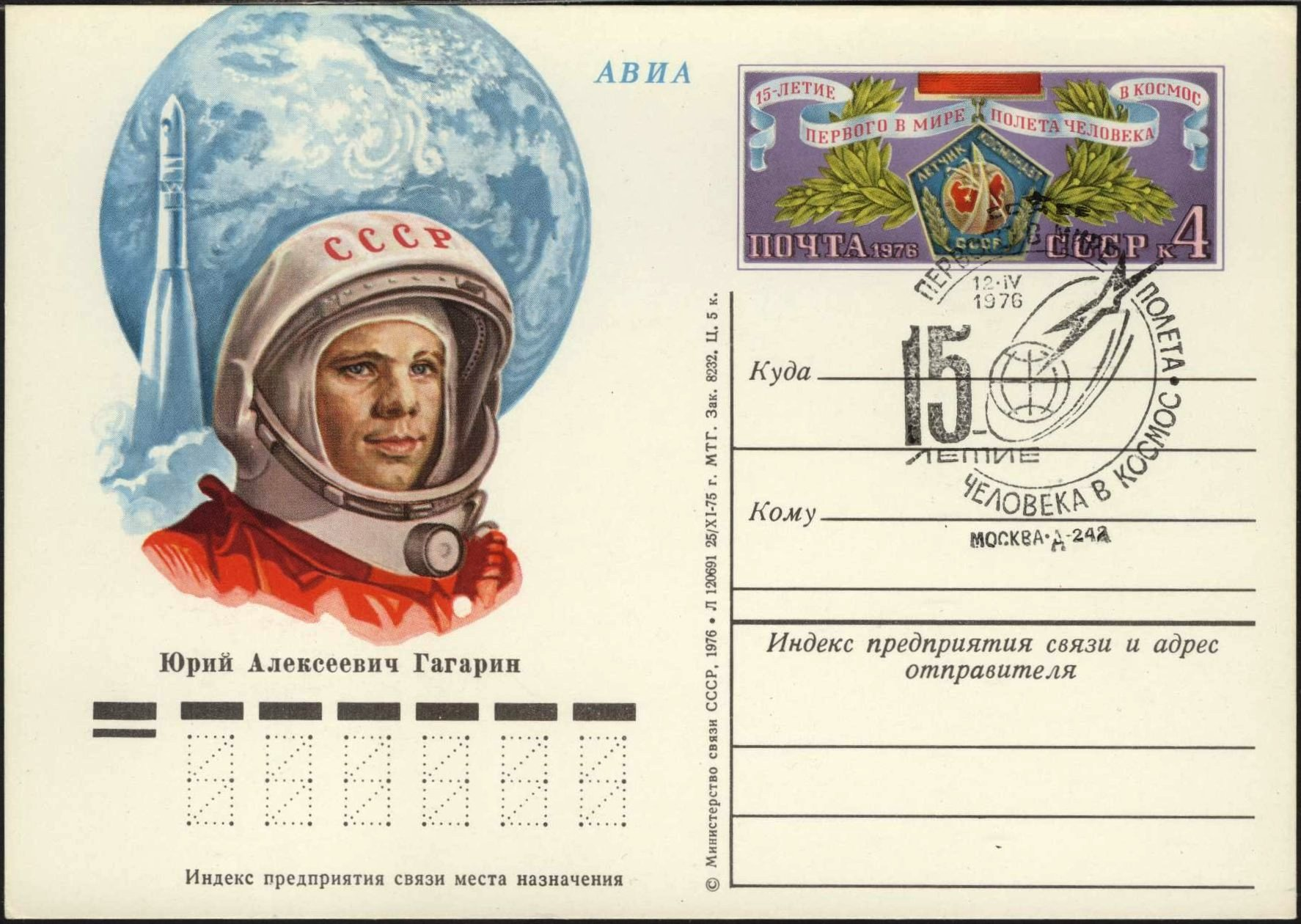
То же. Специальный штемпель № 3181 Москва, Д-242

3. Изображение карточки с другим специальным штемпелем
Почтовая карточка СССР с оригинальной маркой № 35 «15-летие первого в мире полёта Юрия Алексеевича Гагарина в космос на корабле „Восток“ (12.IV.1961)» могла быть погашена не её специальным штемпелем, а другим, выпущенным к другому событию. Например, ниже показана карточка № 35, погашенная специальным штемпелем № 3177 «День космонавтики — 12 апреля» 12.04.1976.

Почтовая карточка СССР с оригинальной маркой № 35 с чужим специальным штемпелем
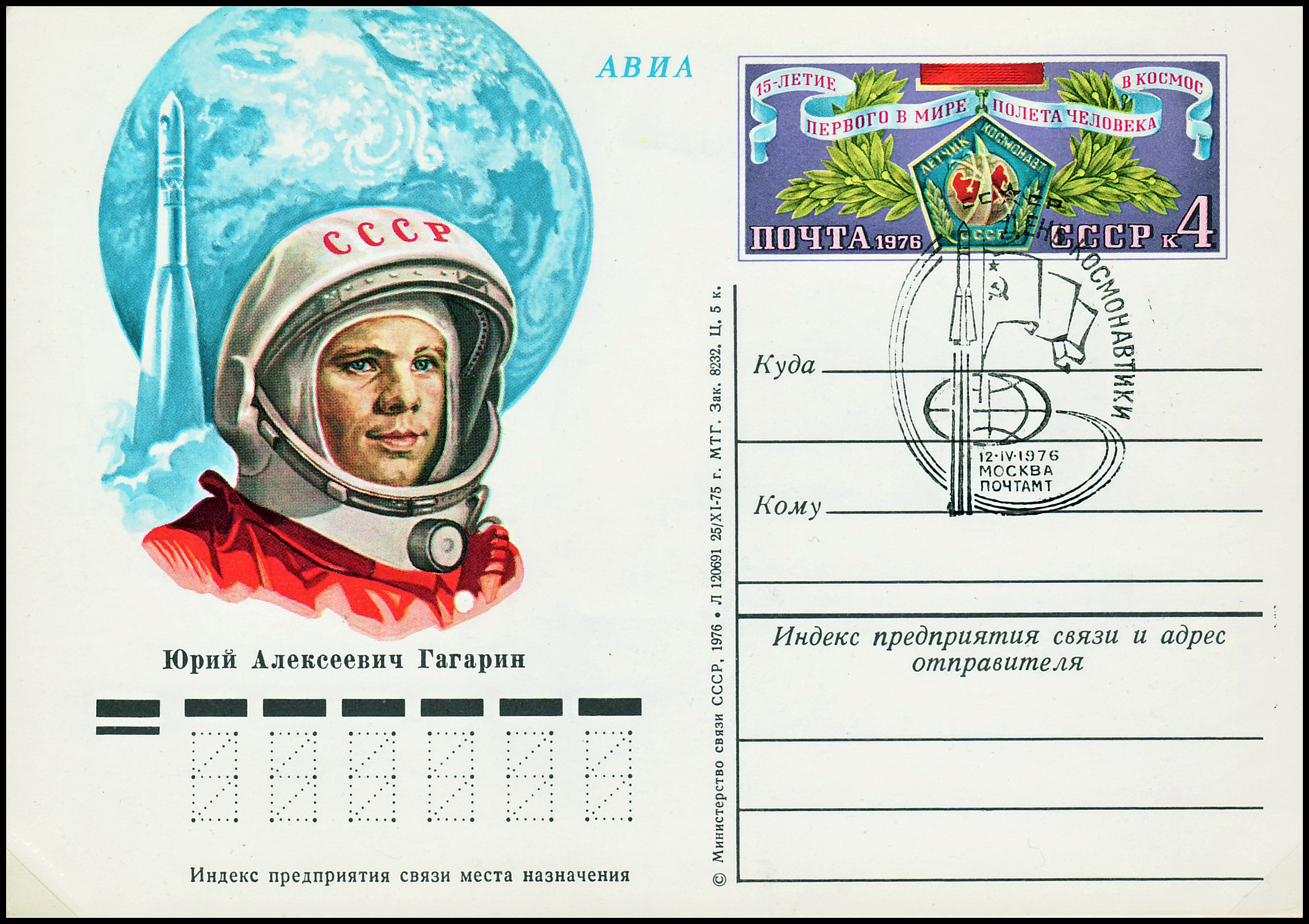
15-летие первого в мире полёта Юрия Алексеевича Гагарина в космос на корабле „Восток“ (12.IV.1961). Специальный штемпель № 3177 «День космонавтики — 12 апреля» 12.04.1976

4. Изображение карточки с подписями космонавтов
На почтовой карточке СССР с оригинальной маркой № 35 «15-летие первого в мире полёта Юрия Алексеевича Гагарина в космос на корабле „Восток“ (12.IV.1961)» после её гашения специальным штемпелем в Звёздном городке могли поставить свои подписи советские космонавты. Например, ниже показана карточка с тремя такими подписями космонавтов Германа Степановича Титова, Виктора Васильевича Горбатко и Бориса Валентиновича Волынова.

Почтовая карточка СССР с оригинальной маркой № 35 с подписями космонавтов
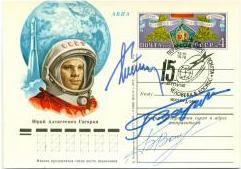
15-летие первого в мире полёта Юрия Алексеевича Гагарина в космос на корабле „Восток“ (12.IV.1961). Специальный штемпель № 3180-I «15-летие со дня первого в мире полёта человека в космос — советского космонавта Ю. Гагарина на космическом корабле «Восток» (1961—1971)» 12.04.1976 Звёздный городок. Подписи космонавтов Германа Степановича Титова, Виктора Васильевича Горбатко и Бориса Валентиновича Волынова

## 1981. Карточка № 96

### Описание карточки № 96
1. Общие сведения
- Каталожный номер: 96[15][16].
- Название: 20-летие первого в мире полёта человека в космос (12.04.1961)[15].
- Дата выпуска: 1981.04.12[15].
- Выходные сведения: заказ Л 59921; дата подписания в печать 1981.01.06; Московская типография Гознака, заказ 2318; номинал 5 копеек[15][16].

2. Описание марки
- Рисунок: Земля и космический корабль «Восток-1» на орбите. Нагрудный знак «Лётчик-космонавт СССР» и лавровая ветвь. Красная звезда и памятный текст: «XX-летие первого в мире полёта человека в космос»[15].
- Цвета рисунка: многоцветный[15].
- Автор рисунка: Герман Алексеевич Комлев[15].

3. Описание иллюстрации
- Иллюстрация: портрет Ю. А. Гагарина в скафандре. Стартующая ракета-носитель «Восток» на фоне космоса. Памятный текст: «Юрий Алексеевич Гагарин — первый космонавт планеты»[15].
- Цвета иллюстрации: многоцветная[15].
- Автор иллюстрации: Герман Алексеевич Комлев[15].

4. Изображение чистой карточки
Ниже показана чистая (негашёная) почтовая карточка СССР с оригинальной маркой № 35 «20-летие первого в мире полёта человека в космос (12.04.1961)».

Почтовая карточка СССР с оригинальной маркой № 96
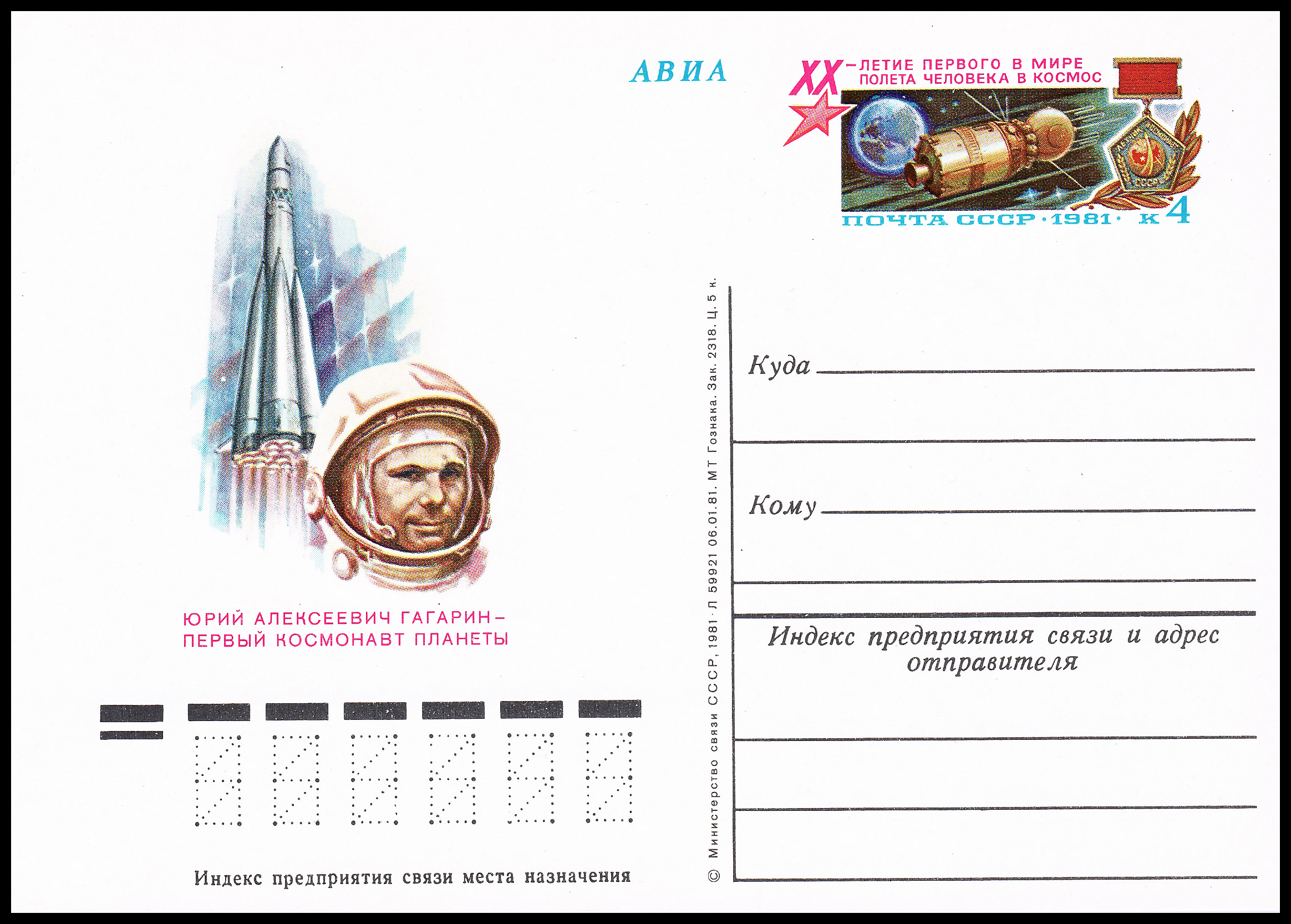
20-летие первого в мире полёта человека в космос (12.04.1961)

### Гашение карточки № 96
1. Серия специальных почтовых штемпелей карточки
- Каталожные номера: 4008—4012[17][15].
- Название: XX-летие первого полёта человека в космос[17].
- Дата: 1981.04.12[17][15].
- Рисунок: глобуса с орбитой и кремлёвская башня. пятиконечной звезды с лучами до глобуса, звёзды. Памятный текст: «XX-летие первого полета человека в космос»[17][15].
- Автор рисунка: В. Васильев[17][15].
- Серия штемпелей[17][15]:

№ 4008. Космодром Байконур. Чёрный;
№ 4009. Гагарин, узел связи. Чёрный;
№ 4010. Звёздный городок. Чёрный.
№ 4011. Калуга, почтамт. Чёрный;
№ 4012. Москва, почтамт. Чёрный. Разновидности:
тип I. Цифры «0» и «8» одинаковой ширины;узкая, шрифт даты высокий. В отделении связи Звёздного городка 1976.04.12 применялся только штемпель 3180-I;
тип II. Цифра «0» узкая, «8» широкая;
применялись оба типа штемпеля.
2. Изображения карточки, гашёной серией её специальных штемпелей
Почтовая карточка СССР с оригинальной маркой № 96 «20-летие первого в мире полёта человека в космос (12.04.1961)» гасилась серией специальных штемпелей «XX-летие первого полёта человека в космос», выпущенной к тому же событию, что и карточка. В серии пять штемпелей (№ 4008—4012).

Почтовая карточка СССР с оригинальной маркой № 96 с серией своих специальных штемпелей
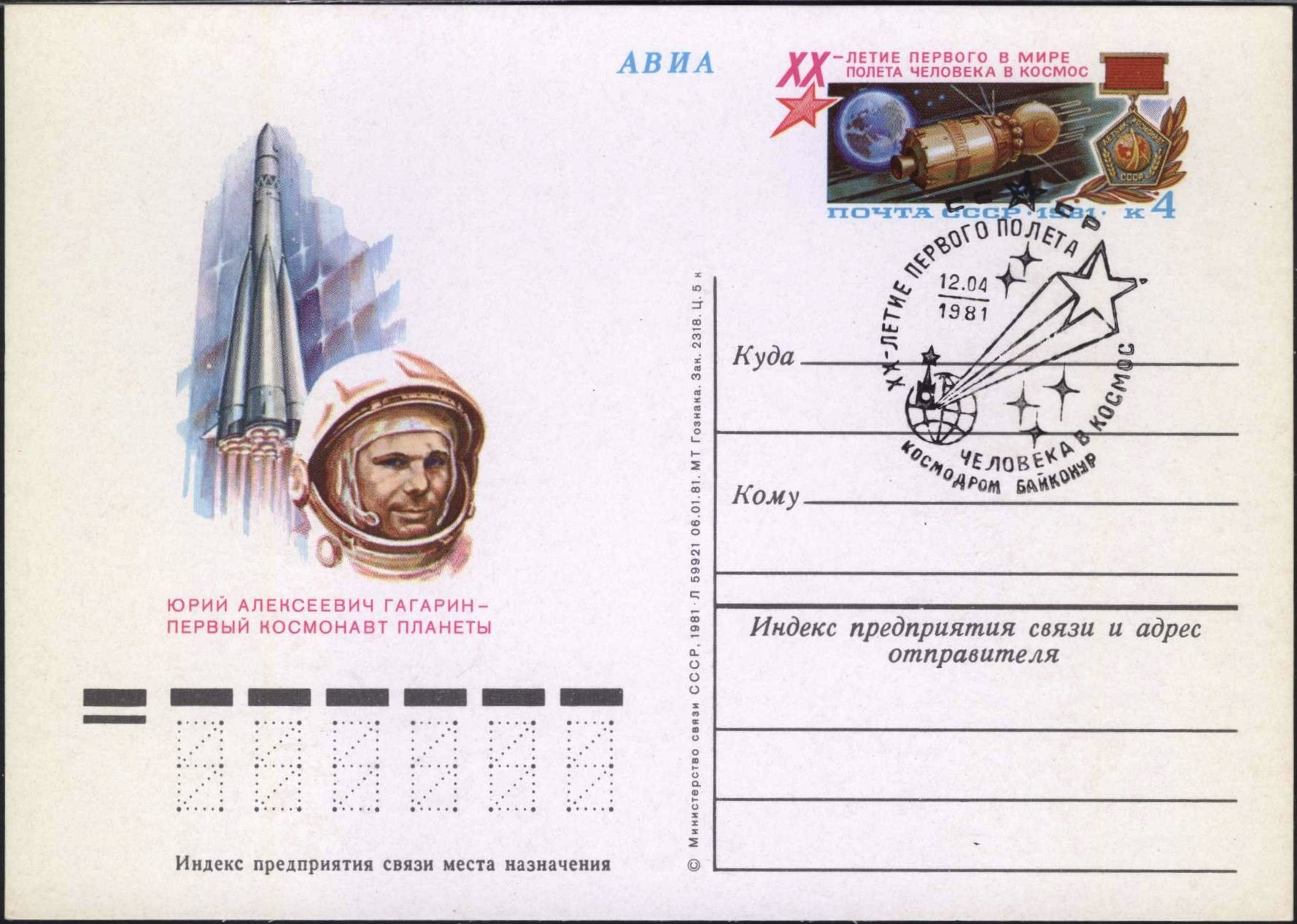
20-летие первого в мире полёта человека в космос (12.04.1961). Специальный штемпель № 4008 «XX-летие первого полёта человека в космос» 12.04.1981 Космодром Байконур
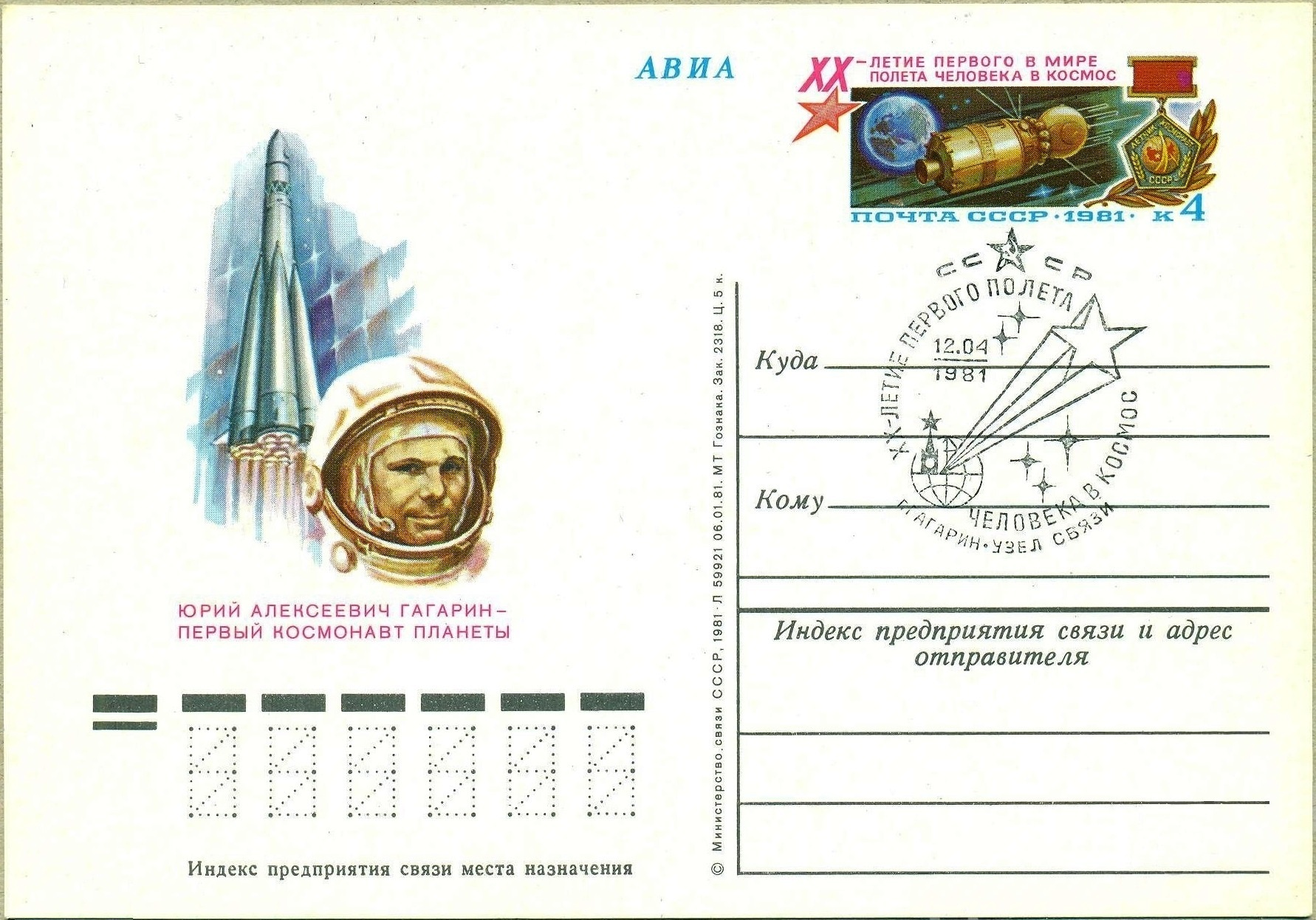
То же. Специальный штемпель № 4009 Гагарин, узел связи
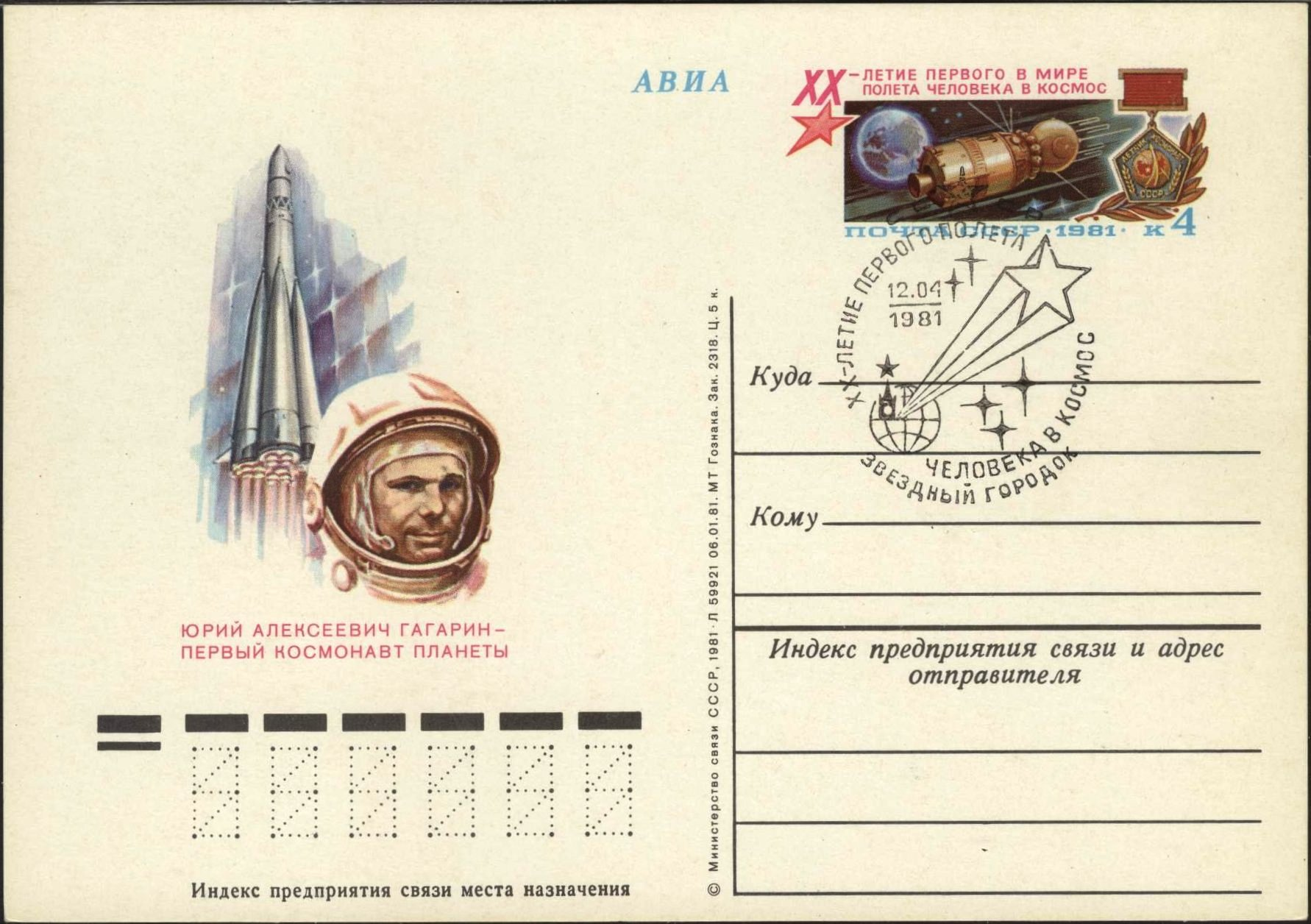
То же. Специальный штемпель № 4010 Звёздный городок
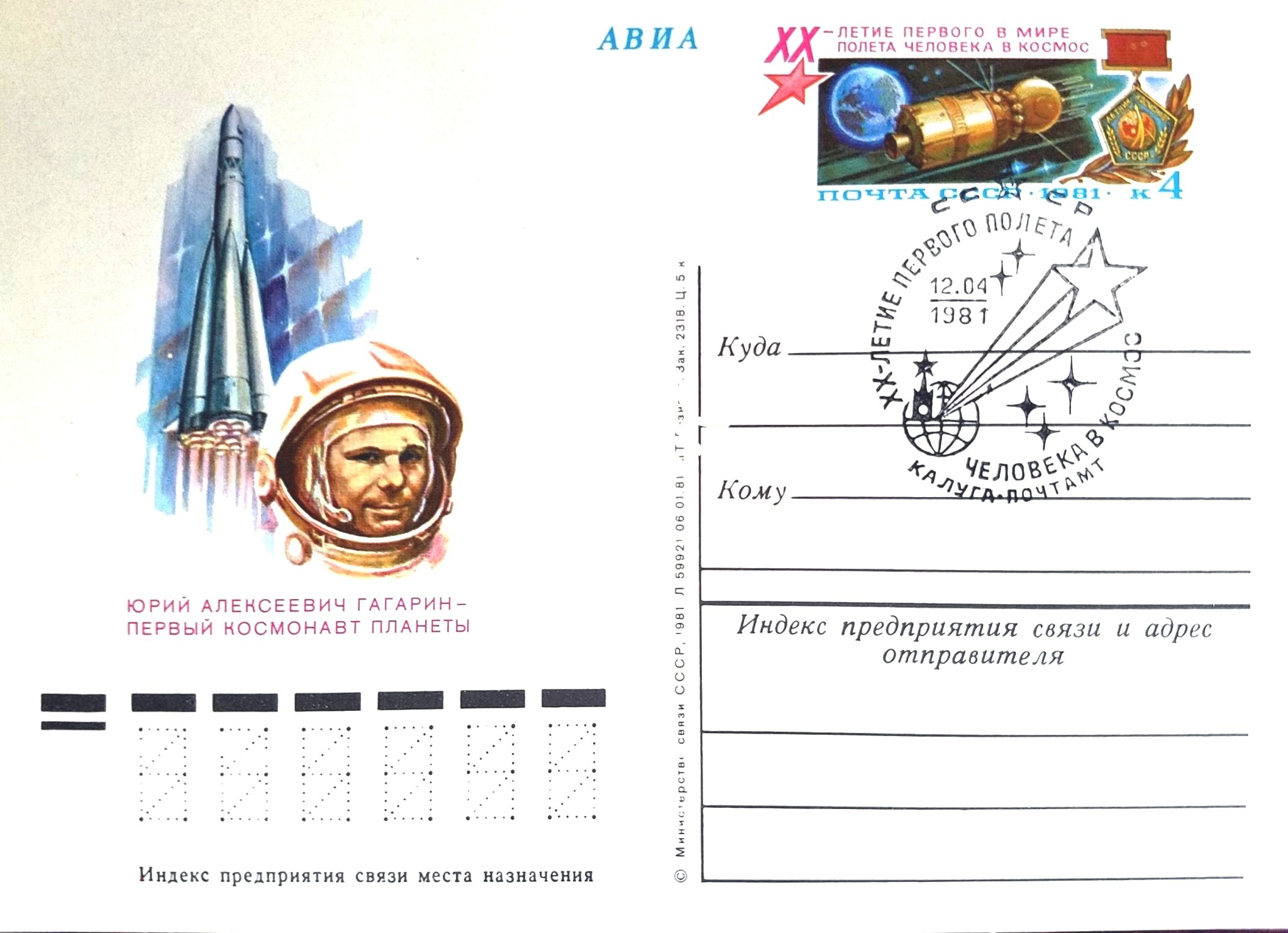
То же. Специальный штемпель № 4011 Калуга, почтамт
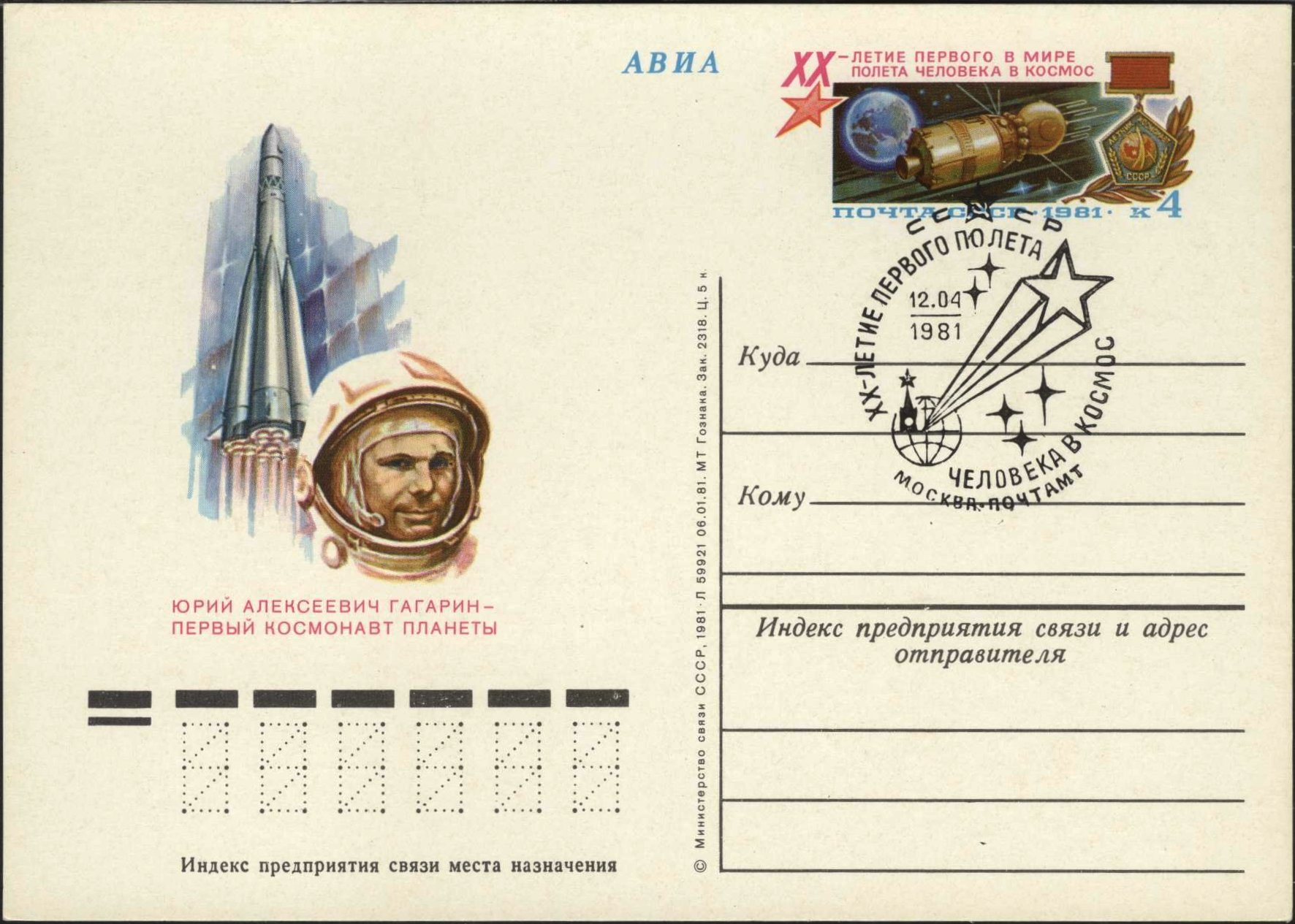
То же. Специальный штемпель № 4012-I Москва, почтамт
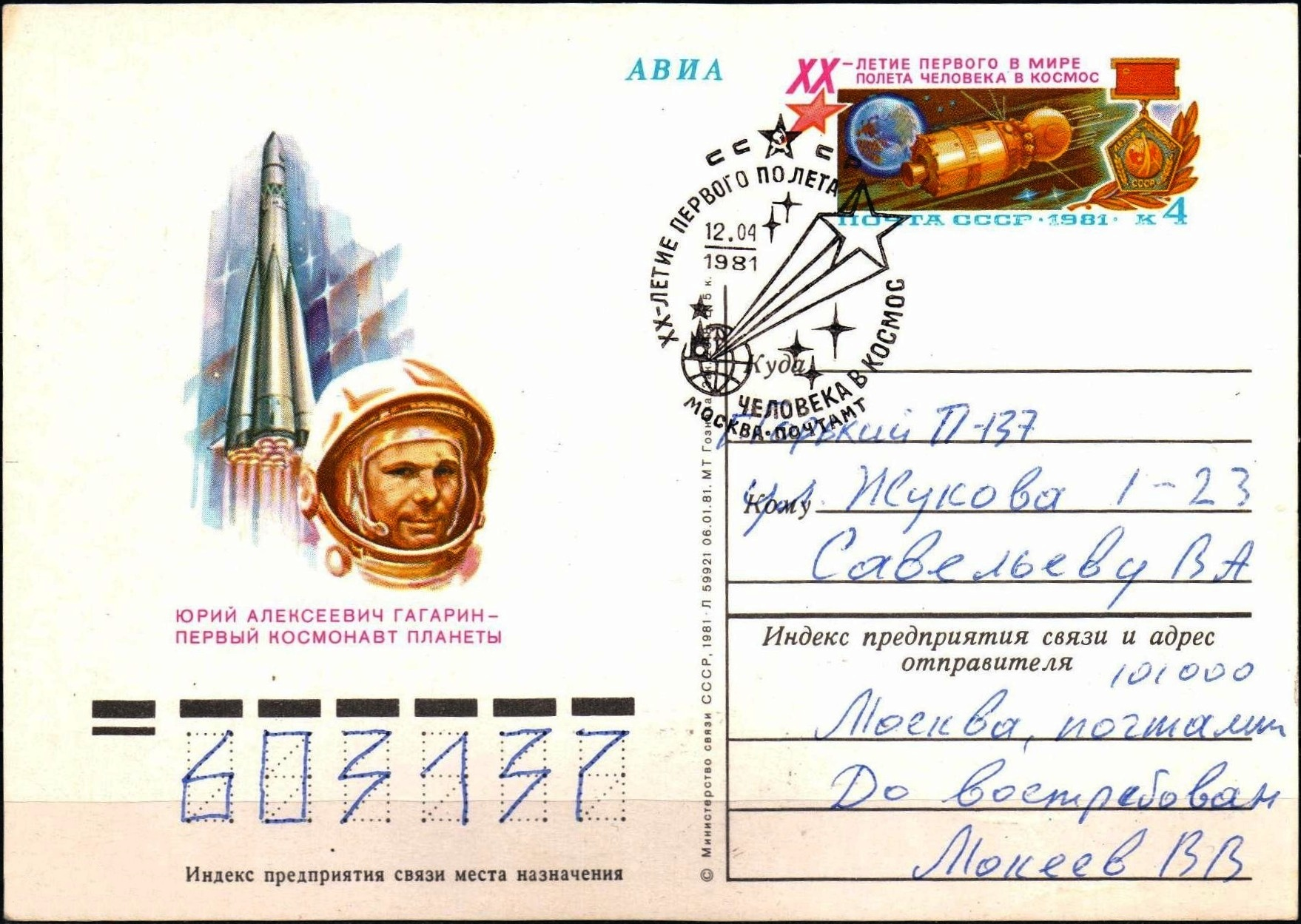
То же. Специальный штемпель № 4012-II Москва, почтамт

3. Дополнительный специальный почтовый штемпель карточки
Кроме официальной серии художественных штемпелей для гашения карточки № 96 был выпущен местный художественный штемпель.
- Каталожный номер: 4013[18].
- Название: XX-летие первого полёта человека в космос[18].
- Дата: 1981.04.12[18].
- Рисунок: космонавт в гермошлеме, старт ракеты-носителя «Восток», Глобус с орбитой и Пятиконечная звезда. Памятный текст: «20 лет полета в космос Юрия Гагарина — почетного гражданина г. Винницы». Чёрный. Для валика штемпелевальной машины. Разновидности[18]:

тип I. Литера «д» на календарном штемпеле;
тип II. Литера «з» на календарном штемпеле;
- Статус: штемпель изготовлен на месте с нарушением правил Минсвязи СССР[18].

Ниже показан художественный маркированный конверт (ХМК) Лапкин № 81-58 (14798) «АВИА. 12 апреля — День космонавтики» 10.02.1981, погашенный специальным штемпелем Якобс № 4013 «XX-летие первого полёта человека в космос» 12.04.1981.

Дополнительное спецгашение Якобс № 4013 на художественном маркированном конверте Лапкин № 81-58 (14798)
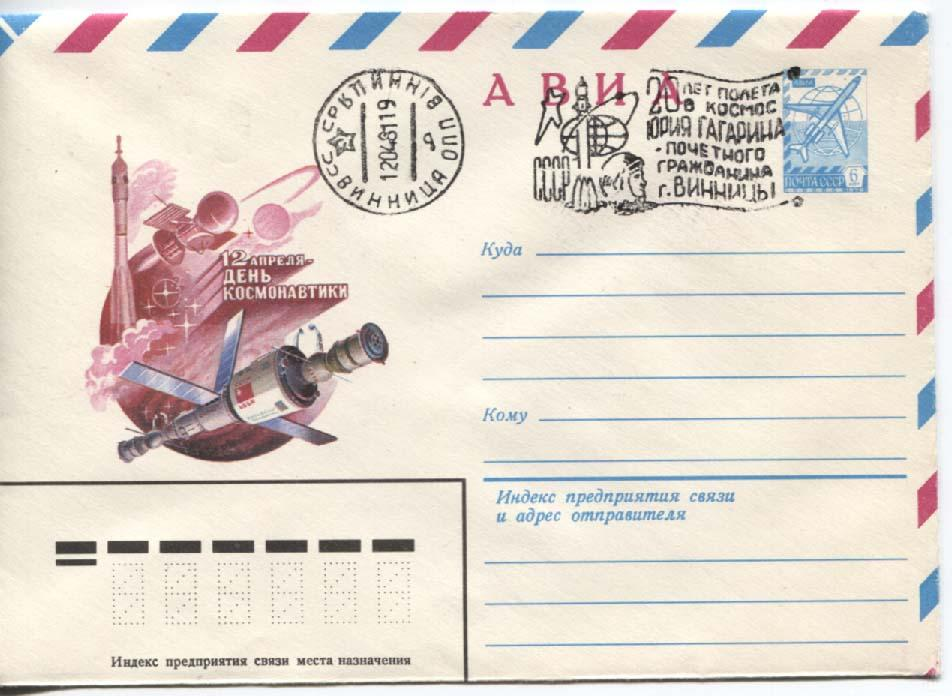
ХМК «20-летие первого в мире полёта человека в космос» 10.02.1981. Специальный штемпель Якобс № 4013 «XX-летие первого полёта человека в космос» 12.04.1981. Тип I, литера «д»
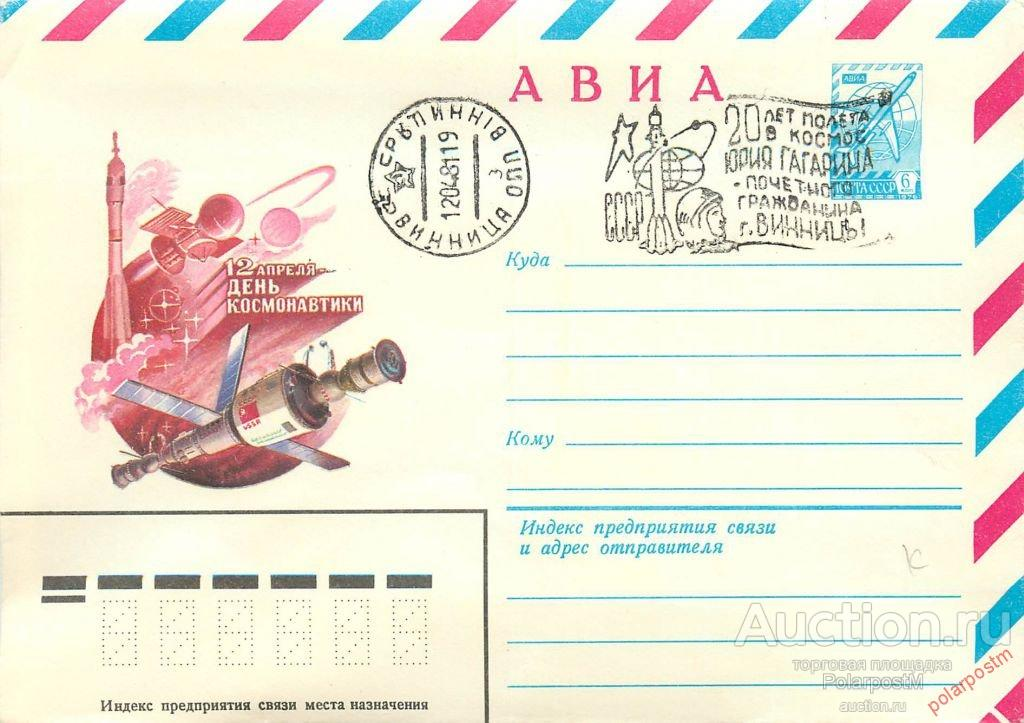
То же. Тип II, литера «з»

4. Изображение карточки с другим специальным штемпелем
Почтовая карточка СССР с оригинальной маркой № 96 «20-летие первого в мире полёта человека в космос (12.04.1961)» могла быть погашена не её специальным штемпелем, а другим, выпущенным к другому событию. Например, ниже показана карточка № 96, погашенная специальным штемпелем № 5978 «День космонавтики. 30-летие первого в мире полёта человека в космос». «Международная филателистическая выставка „К звёздам-91“». Первый день выпуска почтовых марок и блоков специальных серий 6.04.1991.

Почтовая карточка СССР с оригинальной маркой № 96 с чужим специальным штемпелем
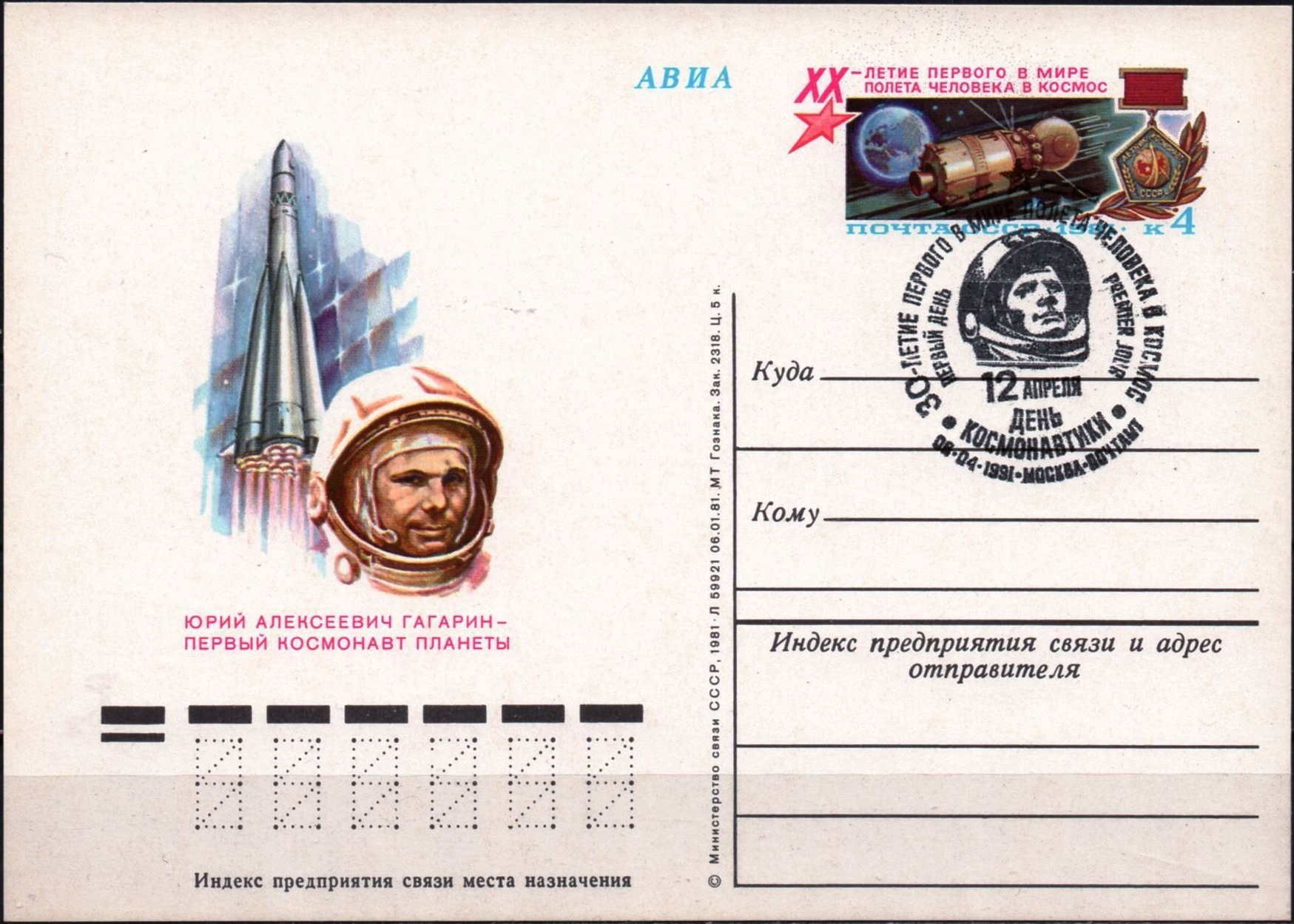
20-летие первого в мире полёта человека в космос (12.04.1961). Специальный штемпель № 5978 «День космонавтики. 30-летие первого в мире полёта человека в космос». «Международная филателистическая выставка „К звёздам-91“». Первый день выпуска почтовых марок и блоков специальных серий 6.04.1991